# ロニー・ウィーラン
ロニー・アンドリュー・ウィーラン（Ronnie Andrew Whelan、1961年9月25日 - ）は、アイルランド・ダブリン出身の元サッカー選手で元指導者。現役時代のポジションはMF。リヴァプールではキャプテンを務めていたこともある。
1979年にリヴァプールに加入、1980－81シーズン、4月3日ストーク・シティ戦でデビューしゴールを決め、1981-82シーズン、フットボールリーグカップ決勝、トッテナム戦では2ゴールを決め優勝の立役者となり、1982-83シーズン、フットボールリーグカップ決勝、マンチェスター・ユナイテッドでは延長戦で決勝ゴールを決め、大会2連覇の立役者となった。リヴァプールで15シーズンを過ごし、6度のリーグ優勝、1983-84シーズンのUEFAチャンピオンズカップ優勝などに貢献、通算493試合73ゴールの成績を残し、リヴァプールファンに衝撃を与えた100人の選手投票では30位に入った。
アイルランド代表としてはUEFA欧州選手権1988、1990 FIFAワールドカップ、1994 FIFAワールドカップに出場、UEFA欧州選手権1988ではグループリーグのソビエト連邦戦でゴールを決めている。

## タイトル

### クラブ
リヴァプールFC
- UEFAチャンピオンズカップ 1983-84
- ファーストディヴィジョン  : 1981－82，1982－83，1983－84，1985-86, 1987-88, 1989-90
- FAカップ  : 1985-86, 1991-92
- フットボールリーグカップ 1981-82, 1982-83, 1983-84
- FAチャリティ・シールド : 1982, 1986, 1988, 1989, 1990